# Liste der Biografien/Schel
Liste der Biografien |
Portal Biografien |
Personensuche
# |
A |
B |
C |
D |
E |
F |
G |
H |
I |
J |
K |
L |
M |
N |
O |
P |
Q |
R |
S |
T |
U |
V |
W |
X |
Y |
Z |
?
 
Sa |
Sb |
Sc |
Sd |
Se |
Sf |
Sg |
Sh |
Si |
Sj |
Sk |
Sl |
Sm |
Sn |
So |
Sp |
Sq |
Sr |
Ss |
St |
Su |
Sv |
Sw |
Sy |
Sz
 
Sca–Sce |
Sch |
Sci–Scz
 
Scha |
Schc |
Schd |
Sche |
Schg |
Schi |
Schj |
Schk |
Schl |
Schm |
Schn |
Scho |
Schp |
Schr |
Schs |
Scht |
Schu |
Schv |
Schw |
Schy
 
Scheb |
Schec |
Sched |
Schee |
Schef |
Scheg |
Scheh |
Schei |
Schej |
Schek |
Schel |
Schem |
Schen |
Schep |
Scher |
Sches |
Schet |
Scheu |
Schev |
Schew |
Schex |
Schey
Die Liste der Biografien führt alle Personen auf, die in der deutschsprachigen Wikipedia einen Artikel haben. Dieses ist eine Teilliste mit 486 Einträgen von Personen, deren Namen mit den Buchstaben „Schel“ beginnt.

## Schel

### Schela
- Schela, jüdischer Schriftgelehrter
- Schelajew, Oleh (* 1976), ukrainischer Fußballspieler
- Schelander, Robert (* 1960), österreichischer evangelischer Theologe und Neutestamentler
- Schelandre, Jean de (1584–1635), französischer Schriftsteller
- Schelannaja, Inna Jurjewna (* 1965), russische Sängerin
- Schelanow, Sergei Wiktorowitsch (* 1957), sowjetischer Leichtathlet
- Schelaputin, Pawel Grigorjewitsch (1848–1914), russischer Unternehmer und Mäzen

### Schelb
- Schelb, Josef (1894–1977), deutscher Komponist, Pianist und HochschullehrerJosef Schelb (1894–1977)

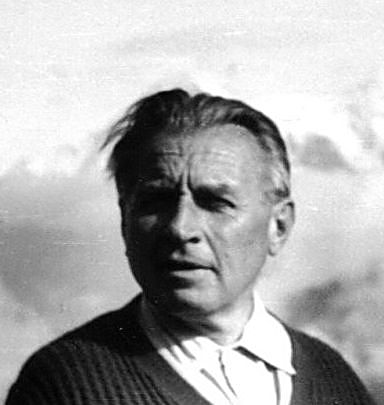
Josef Schelb (1894–1977)

- Schelb, Julian (* 1992), deutscher Radrennfahrer
- Schelb, Wilhelm (1888–1957), deutscher Jurist und Richter am Bundesgerichtshof
- Schelberg, Heiko (* 1972), deutscher Sportfunktionär
- Schelberg, Simone (* 1969), deutsche Juristin mit Schwerpunkt Medienrecht
- Schelbert, Christof (* 1956), Schweizer Maler, Graphiker, Zeichner und Installationskünstler
- Schelbert, Georg (1922–2015), Schweizer Theologe
- Schelbert, Joseph (1834–1887), deutscher katholischer Geistlicher und Politiker (Zentrum), MdR
- Schelbert, Leo (1929–2022), Schweizer Historiker
- Schelbert, Louis (* 1952), Schweizer Politiker (GPS)
- Schelbert, Marcel (* 1976), Schweizer Leichtathlet
- Schelbert, Ruben (* 1988), Schweizer Handballspieler
- Schelbert, Yannick (* 1990), Schweizer Unihockeyspieler
- Schelbert-Syfrig, Heidi (1934–2019), Schweizer Wirtschaftswissenschaftlerin und Hochschullehrerin
- Schelble, Hans (1877–1927), deutscher Kinderarzt
- Schelble, Johann Nepomuk (1789–1837), deutscher Dirigent, Sänger (Tenor) und Pädagoge

### Schelc
- Schelch, Marco (* 1970), österreichischer Schlagersänger
- Schelcher, Arnulf (1886–1966), deutscher Architekt
- Schelcher, Carl Friedrich von (1762–1817), deutscher Rittmeister, Hippologe, Schriftsteller und Maler
- Schelcher, Gerhard (* 1881), deutscher Eisenbahningenieur und Schriftleiter
- Schelcher, Herbert (1883–1946), deutscher Jurist
- Schelcher, Johann Friedrich (1762–1813), deutscher Maler und Kupferstecher
- Schelcher, Raimund (1910–1972), deutscher SchauspielerRaimund Schelcher (1910–1972)

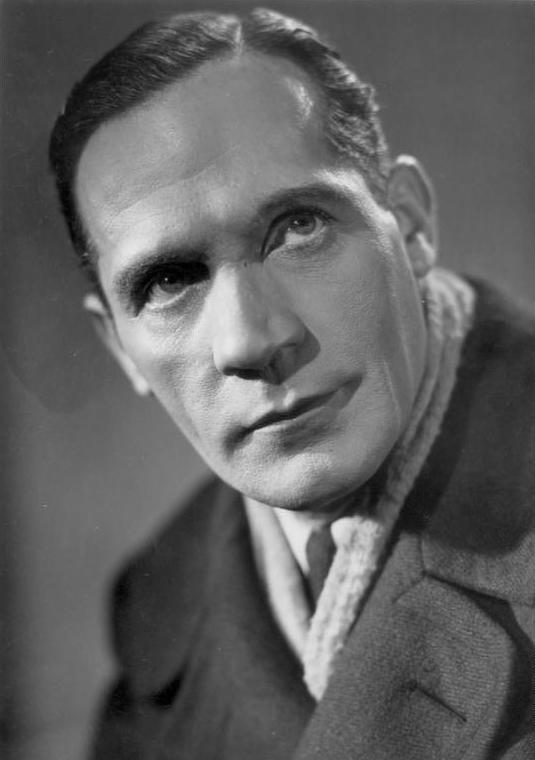
Raimund Schelcher (1910–1972)

- Schelcher, Walter (1851–1939), deutscher Jurist

### Scheld
- Scheld, Alexandra (* 1981), deutsche Tischtennisspielerin
- Scheld, Hans H. (* 1946), deutscher Herzchirurg, Forscher und Hochschullehrer
- Scheld, Klaus († 1402), Anführer der Likedeeler
- Scheld, Thomas, deutscher Basketballspieler
- Scheldakow, Grigori Olegowitsch (* 1992), russischer Eishockeyspieler

### Schele
- Schele zu Schelenburg, Eduard von (1805–1875), Ministerpräsident des Königreichs Hannover und Generalpostmeister in Frankfurt am Main
- Schele, Arnold von (1849–1922), deutscher Rittergutsbesitzer, Offizier und Politiker (DHP), MdR
- Schele, Balduin von (1836–1903), deutscher Rittergutsbesitzer und Politiker (DHP), MdR
- Schele, Caspar von (1525–1578), Reformator im Hochstift Osnabrück
- Schele, Friedrich von (1847–1904), preußischer Generalleutnant sowie Gouverneur von Deutsch-OstafrikaFriedrich von Schele (1847–1904)

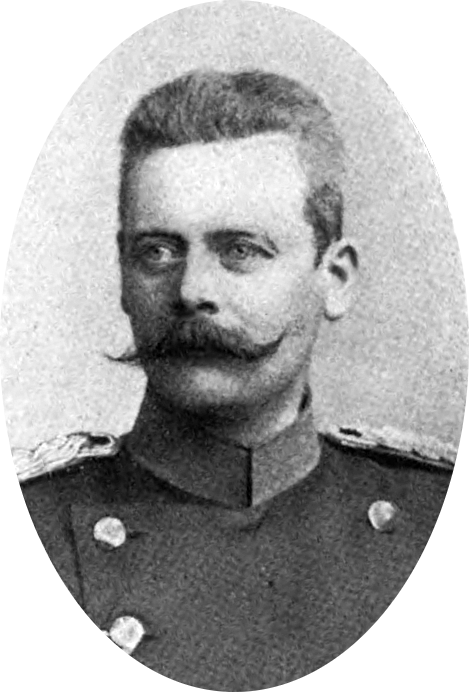
Friedrich von Schele (1847–1904)

- Schele, Georg von (1771–1844), deutscher Politiker
- Schele, Helmuth von (1858–1922), deutscher Verwaltungsbeamter
- Schele, Johannes († 1439), Bischof von Lübeck
- Schele, Linda (1942–1998), US-amerikanische Maya-Forscherin
- Schele, Ludwig von (1778–1824), Landrat des Kreises Wiedenbrück (1816–1817)
- Schele, Ursula (* 1954), deutsche Pädagogin und Frauenrechtlerin
- Schele, Wolder (1702–1785), deutscher Jurist, Hamburger Ratssekretär und Protonotar
- Schelechowa-Rastopschyna, Tetjana (* 1946), sowjetische Eisschnellläuferin
- Schelenz, Carl (1890–1956), deutscher Leichtathlet und Sportlehrer
- Schelenz, Erich (1930–2007), deutscher Bildhauer
- Schelenz, Hermann (1848–1922), deutscher Apotheker, Industrieller und Pharmaziehistoriker
- Schelenz, Ralf (* 1963), deutscher Maschinenbauingenieur
- Schelenz, Sebastian (* 1977), deutsch-belgischer Filmproduzent und Autor
- Schelenz, Walter (1903–1987), deutscher Bildhauer
- Schelepin, Alexander Nikolajewitsch (1918–1994), sowjetischer PolitikerAlexander Nikolajewitsch Schelepin (1918–1994)

Alexander Nikolajewitsch Schelepin (1918–1994)

- Scheler, August (1819–1890), Schweizer Linguist
- Scheler, Bernt (* 1955), schwedischer Radrennfahrer
- Scheler, Claudia (* 1954), deutsche Politikerin (SPD), MdL
- Scheler, David (* 1982), deutscher Produktmanager und Filmkomponist
- Scheler, Dieter (* 1940), deutscher Historiker
- Scheler, Eduard (1883–1964), deutscher Architekt
- Scheler, Fritz (1925–2002), deutscher Internist
- Scheler, Gabriele (* 1960), deutsch-amerikanische Informatikerin und Neurowissenschaftlerin
- Scheler, Georg von (1770–1826), württembergischer General und Gouverneur von Stuttgart
- Scheler, Gerhard (1930–2014), deutscher Physiker
- Scheler, Hermann (1911–1972), deutscher marxistischer Philosoph
- Scheler, Manfred (1929–2014), deutscher FDJ- und SED-Funktionär, Vorsitzender des Rates des Bezirkes Dresden
- Scheler, Max (1874–1928), deutscher Philosoph und SoziologeMax Scheler (1874–1928)

Max Scheler (1874–1928)

- Scheler, Max (1928–2003), deutscher Fotograf
- Scheler, Monika, deutsche Fußballspielerin
- Scheler, Rüdiger (* 1960), deutscher Fußballspieler
- Scheler, Walter (1923–2008), deutscher Buchhalter, Opfer des Aufstands vom 17. Juni 1953 in der DDR, Ehrenbürger Jenas
- Scheler, Werner (1923–2018), deutscher Pharmakologe, Präsident der Akademie der Wissenschaften der DDR, Politiker (SED), MdV
- Scheler, Wolfgang (* 1935), deutscher marxistischer Philosoph
- Schelesnjak, Jakiw (* 1941), sowjetischer Sportschütze
- Schelesnjakow, Alexander Borissowitsch (* 1957), russischer Spezialist für Raketen- und Raumfahrttechnik im Bereich Entwicklung und Produktion
- Schelesnjakow, Wladimir Wassiljewitsch (1931–2022), russischer Astrophysiker und Hochschullehrer
- Schelesnow, Juri Igorewitsch (* 2002), russischer Fußballspieler
- Schelest, Alexei Nesterowitsch (1878–1954), russisch-sowjetischer Maschinenbauingenieur und Hochschullehrer
- Schelest, Petro (1908–1996), sowjetischer und ukrainischer Politiker
- Schelestjuk, Bogdan (* 1989), ukrainischer Boxer
- Schelestjuk, Taras (* 1985), ukrainischer Boxer
- Schelew, Michail (1943–2021), bulgarischer Leichtathlet
- Schelew, Nasko (* 1960), bulgarischer Fußballspieler
- Schelew, Schelju (1935–2015), bulgarischer Politiker (Präsident) und PhilosophSchelju Schelew (1935–2015)

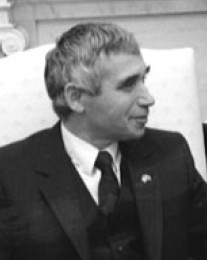
Schelju Schelew (1935–2015)

- Schelewa, Rumjana (* 1969), bulgarische Politikerin, MdEP

### Schelf
- Schelfhout, Andreas (1787–1870), niederländischer Maler
- Schelfhout, Diederick (* 1985), belgischer Radsportler
- Schelfhout, Kees (1918–1983), niederländischer Politiker (KVP)
- Schelfhout, Lodewijk (1881–1943), niederländischer Maler und Grafiker

### Schelh
- Schelhammer, Christoph (1620–1651), deutscher Mediziner
- Schelhammer, Günther Christoph (1649–1716), deutscher Mediziner
- Schelhas, Achim (* 1977), deutscher Schauspieler
- Schelhas, Johannes (* 1961), deutscher römisch-katholischer Theologe
- Schelhase, Ernst Friedemann (1649–1703), Oberarzt Kammergericht Wetzlar und Mitglied der Leopoldina
- Schelhasse, Heinrich (1896–1977), deutscher expressionistischer Maler
- Schelhorn, Emil von (1828–1908), bayerischer Offizier
- Schelhorn, Georg Adolf von (1806–1855), deutscher Politiker
- Schelhorn, Ingolf (1934–2014), deutscher Maler und Grafiker
- Schelhorn, Johann Georg (1694–1773), deutscher lutherischer Theologe, Geistlicher und Historiker
- Schelhorn, Lutz (* 1959), deutscher Fotograf
- Schelhorn, Paul (1792–1880), deutscher Maler; Hofmaler in Meiningen
- Schelhowe, Heidi (1949–2021), deutsche Medienpädagogin und Hochschullehrerin

### Scheli
- Schelichow, Grigori Iwanowitsch (1747–1795), russischer Seefahrer und HändlerGrigori Iwanowitsch Schelichow (1747–1795)

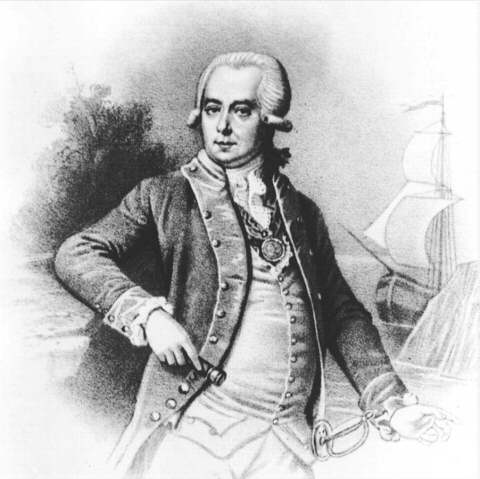
Grigori Iwanowitsch Schelichow (1747–1795)

- Schelichowa, Natalja Alexejewna (1762–1810), russische Unternehmerin
- Schelichowskaja, Wera Petrowna (1835–1896), russische Schriftstellerin und Theosophin
- Scheließnigg, Jacob (1790–1867), österreichischer Verbandsfunktionär und Politiker
- Scheliha, Arnulf von (* 1961), evangelischer Theologe und Professor für Systematische Theologie
- Scheliha, Carl von (1802–1865), deutscher Verwaltungsjurist und Rittergutsbesitzer, MdHdA
- Scheliha, Doris von (1847–1925), deutsche Schriftstellerin
- Scheliha, Ernst von (1786–1856), preußischer Generalmajor
- Scheliha, Friedrich von (1829–1895), preußischer Generalleutnant
- Scheliha, Johann George Friedrich von (1738–1806), preußischer Landrat
- Scheliha, Karl von (1783–1851), preußischer Generalmajor
- Scheliha, Marie Louise von (1904–2003), deutsche Adelige und Ehefrau des Widerstandskämpfers Rudolf von Scheliha
- Scheliha, Renata von (1901–1967), deutsche Altphilologin
- Scheliha, Rudolf von (1897–1942), deutscher Diplomat und Widerstandskämpfer im Nationalsozialismus, Mitglied der Roten KapelleRudolf von Scheliha (1897–1942)

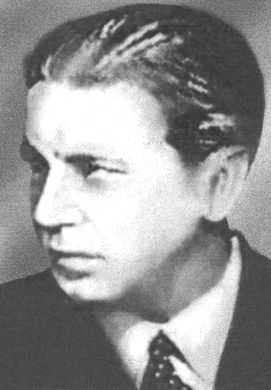
Rudolf von Scheliha (1897–1942)

- Schelija, Giorgi Lewanowitsch (* 1988), russischer Fußballspieler
- Schelin, Lotta (* 1984), schwedische Fußballspielerin
- Schelinger, Jiří (1951–1981), tschechischer Rocksänger und Komponist
- Schelingová, Zdenka (1916–1955), slowakische Ordensschwester, Märtyrin und Selige
- Schelisko, Iwan (* 2001), ukrainischer Fußballspieler

### Schelj
- Scheljabow, Andrei Iwanowitsch (1851–1881), russischer Terrorist
- Scheljabuschski, Juri Andrejewitsch (1888–1955), sowjetischer Regisseur
- Scheljaskow, Andrej (* 1952), bulgarischer Fußballspieler
- Scheljaskow, Rossen (* 1968), bulgarischer PolitikerRossen Scheljaskow (* 1968)

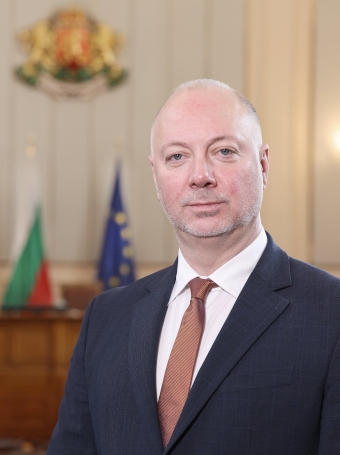
Rossen Scheljaskow (* 1968)

- Scheljaskowa, Anastasia (1845–1931), bulgarische Wohltäterin, Lehrerin, Esoterikerin und Übersetzerin aus dem Französischen
- Scheljaskowa, Binka (1923–2011), bulgarische Filmregisseurin und Drehbuchautorin
- Scheljaskowitsch, Georgi (1829–1889), bulgarischer Politiker und Finanzfachmann
- Scheljuchin, Anatoli Iwanowitsch (1930–1995), russischer Skilangläufer

### Schelk
- Schelker, Jonas (* 1999), Schweizer Handballnationalspieler
- Schelker, Sven (* 1989), Schweizer Theater- und Filmschauspieler
- Schelkle, Karl Hermann (1908–1988), deutscher katholischer Theologe
- Schelkopf, Toni (1914–1975), deutscher Filmproduzent, Filmmanager und Verbandsfunktionär
- Schelkshorn, Hans (* 1960), österreichischer römisch-katholischer Theologe
- Schelkunoff, Sergei Alexander (1897–1992), russisch-amerikanischer Erfinder

### Schell
- Schell, Adolf von (1837–1888), preußischer Generalmajor und Kommandeur der Garde-Feldartillerie-Brigade
- Schell, Adolf von (1893–1967), deutscher Generalleutnant im Zweiten Weltkrieg
- Schell, Andreas (* 1969), deutscher Manager und Ingenieur
- Schell, Anna (* 1993), deutsche Ringerin
- Schell, Anton (1835–1909), österreichischer Geodät, Photogrammeter und Hochschullehrer
- Schell, Arthur († 1988), deutscher Motorbootrennfahrer
- Schell, Carl (1927–2019), Schweizer SchauspielerCarl Schell (1927–2019)

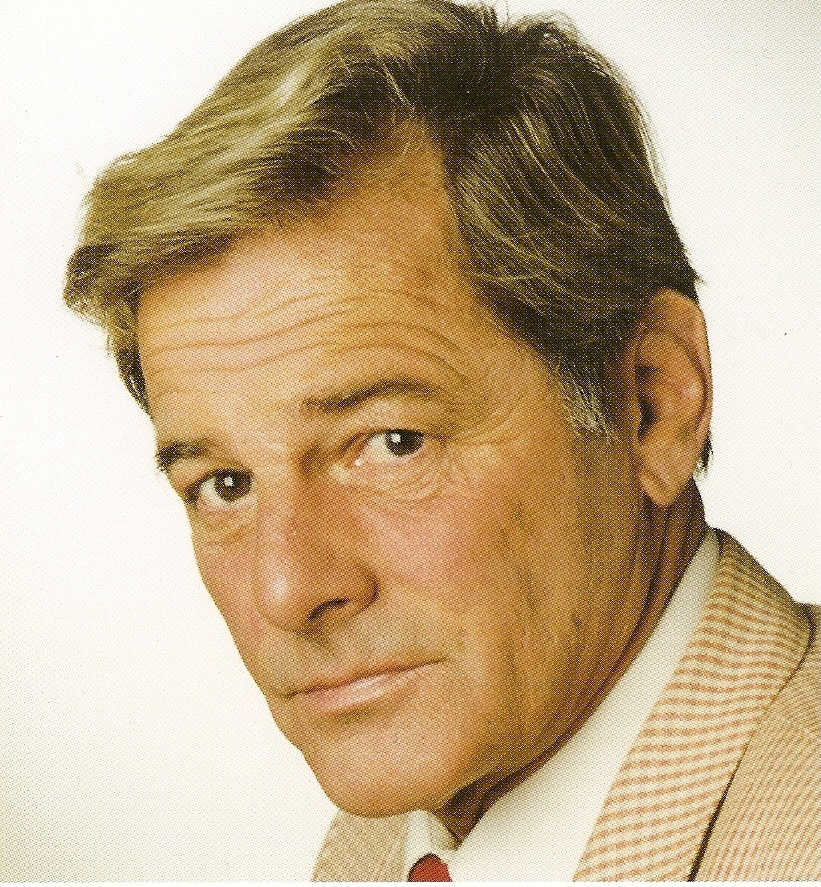
Carl Schell (1927–2019)

- Schell, Catherine (* 1944), ungarische Schauspielerin
- Schell, Diana (* 1970), deutsche Radio-, Event und Fernsehmoderatorin, Autorin, Coach, Unternehmerin, YouTuberin
- Schell, Frank (1884–1959), US-amerikanischer Ruderer
- Schell, Gregor (1957–2019), deutscher Verleger und Autor
- Schell, Hanns (* 1938), österreichischer Bergsteiger
- Schell, Hans (1905–1985), deutscher Pflanzenbau- und Saatgutwissenschaftler
- Schell, Harry (1921–1960), US-amerikanischer Autorennfahrer
- Schell, Herman (1850–1906), deutscher katholischer Theologe und Philosoph
- Schell, Hermann Ferdinand (1900–1972), Schweizer Schriftsteller
- Schell, Hertha (* 1945), österreichische Schauspielerin
- Schell, Immy (1935–1992), österreichische SchauspielerinImmy Schell (1935–1992)

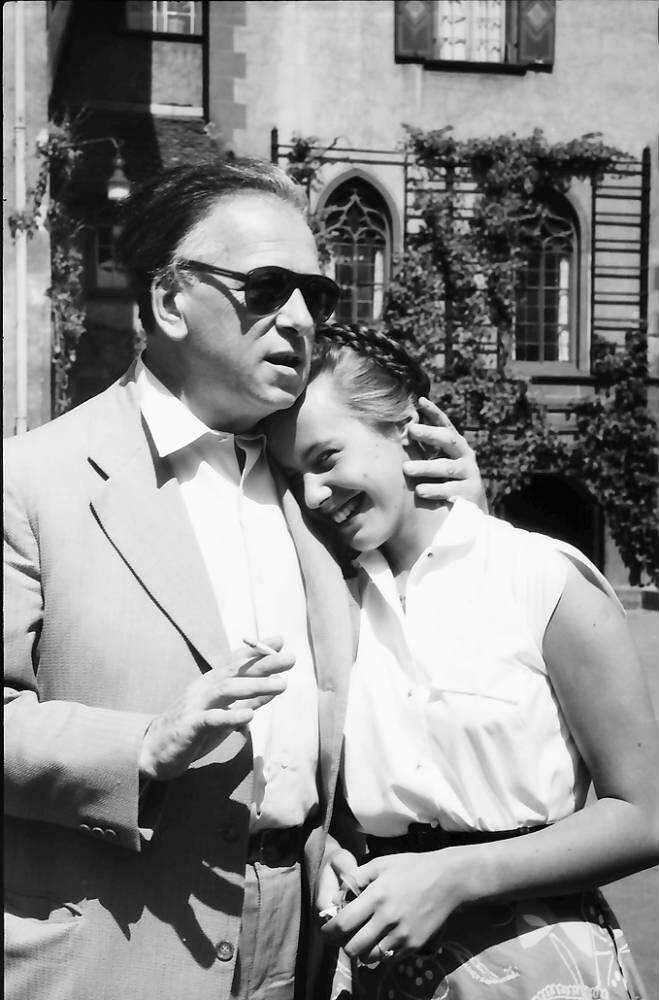
Immy Schell (1935–1992)

- Schell, Inge (* 1939), deutsche Leichtathletin
- Schell, Iva (* 1978), deutsche Opern-, Operetten- und Konzertsängerin in der Stimmlage Sopran
- Schell, Jesse (* 1970), US-amerikanischer Entwickler von Videospielen, Autor und Geschäftsführer der Firma Schell Games
- Schell, Johann, Eidgenössischer Ammann und Zuger Vogt
- Schell, Johanna (1927–2017), deutsche Kirchenmusikerin
- Schell, Jonathan (1943–2014), US-amerikanischer Journalist und Autor
- Schell, Jozef (1935–2003), belgischer Molekularbiologe
- Schell, Karl (1864–1936), Schweizer Komponist, Dirigent und Organist
- Schell, Karl (1892–1945), Unternehmer
- Schell, Lieselotte, österreichische Bergsteigerin
- Schell, Louis von (1818–1890), deutscher Kommunalpolitiker
- Schell, Manfred (* 1943), deutscher Gewerkschaftsfunktionär und Politiker (CDU)
- Schell, Manfred (* 1944), deutscher Journalist, Publizist und Manager
- Schell, Maria (1926–2005), österreichisch-schweizerische Schauspielerin
- Schell, Max (* 2003), deutscher Basketballspieler
- Schell, Maximilian (1930–2014), österreichisch-schweizerischer Schauspieler, Regisseur und ProduzentMaximilian Schell (1930–2014)

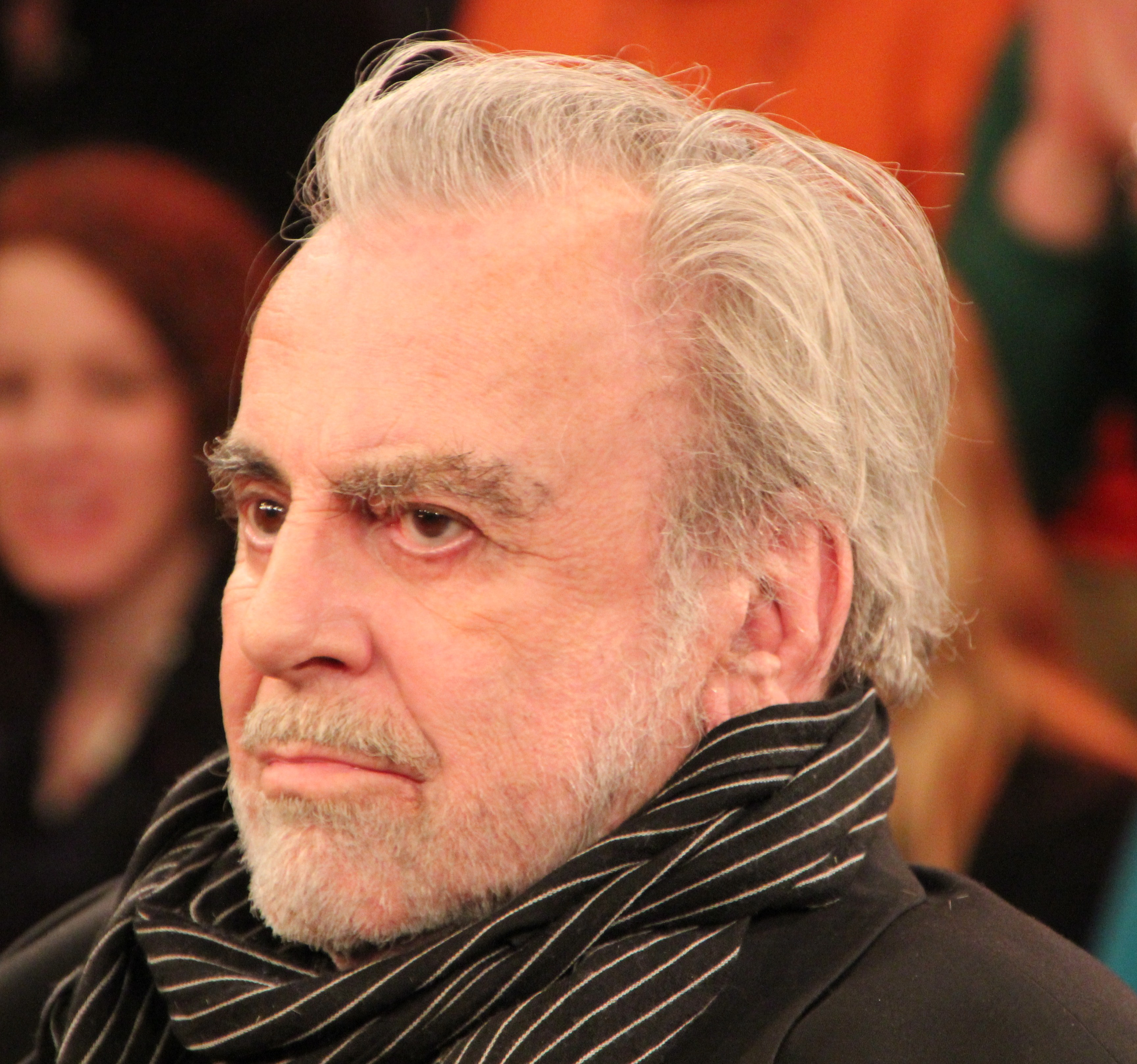
Maximilian Schell (1930–2014)

- Schell, Niklas (* 1999), deutscher Tennisspieler
- Schell, Otto (1858–1931), Heimatforscher des Bergischen Landes
- Schell, Otto von (1834–1902), preußischer Generalleutnant
- Schell, Péter (1898–1974), ungarischer Obergespan, Politiker und Innenminister
- Schell, Peter (1957–2021), Schweizer Schauspieler
- Schell, Rainer (1917–2000), deutscher Architekt
- Schell, Richard (1810–1879), US-amerikanischer Politiker
- Schell, Ronnie (* 1931), US-amerikanischer Schauspieler und Sprecher
- Schell, Sophia (1801–1875), Äbtissin von Lichtenthal
- Schell, Sue (* 1950), schweizerisch-amerikanische Sängerin
- Schell, Wayne (1908–1988), US-amerikanischer Badmintonspieler
- Schell, Wilhelm (1826–1904), deutscher Mathematiker und Hochschullehrer

#### Schella
- Schellack, Jessica (* 1965), deutsche Drehbuchautorin und Reporterin beim Fernsehen
- Schellander, Karl (* 1956), österreichisch-deutscher Tierarzt, Tierzüchter und Hochschullehrer
- Schellander, Meina (* 1946), österreichische Objektkünstlerin und Malerin
- Schellander, Ottilie (1897–1967), österreichische Oberpflegerin
- Schellander, Paul (* 1986), österreichischer Eishockeyspieler
- Schellander, Robert (* 1983), österreichischer Fußballspieler und -trainer

#### Schellb
- Schellbach, Elisabeth (1861–1929), deutsche Illustratorin
- Schellbach, Fritz (1905–1944), deutscher Kommunist und Gegner des Nationalsozialismus
- Schellbach, Hans (1925–1990), deutscher Schauspieler
- Schellbach, Karl Heinrich (1805–1892), Mathematiker und Schulmann
- Schellbach, Konrad (1953–2019), deutscher Politiker (CDU), MdL
- Schellbach, Miryam (* 1988), deutsche Literaturkritikerin, Lektorin, Jurorin und ModeratorinMiryam Schellbach (* 1988)

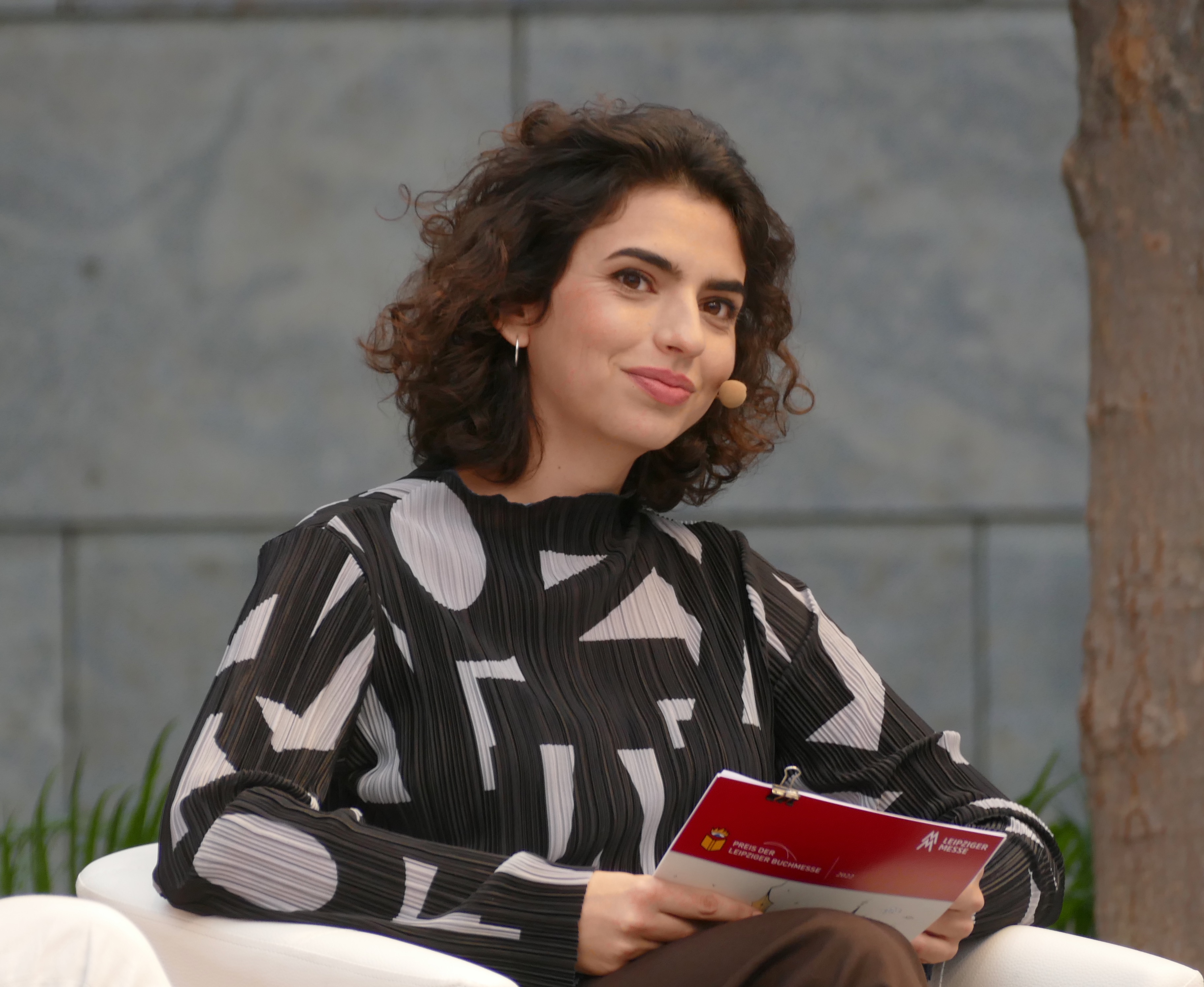
Miryam Schellbach (* 1988)

- Schellbach, Oscar (1901–1970), deutscher Autor
- Schellbach-Kopra, Ingrid (* 1935), Finnougristin und Übersetzerin
- Schellberg, Christoph (* 1973), deutscher Maler
- Schellberg, Hans-Joachim (* 1947), deutscher Fußballspieler
- Schellberg, Norbert (* 1960), deutscher Politiker (Bündnis 90/Die Grünen), MdA
- Schellberg, Wilhelm (1880–1937), deutscher Literaturwissenschaftler und Verwaltungsbeamter
- Schellberger, Gerfried (1918–2008), deutscher Maler und Autor

#### Schelle
- Schelle, Felix (1867–1927), deutscher Offizier, Ritter des Ordens Pour le Mérite
- Schelle, Franz (1929–2017), deutscher Bobfahrer
- Schelle, Gabriele (* 1959), deutsche Schauspielerin, Regisseurin und Autorin
- Schelle, Hansjörg (1930–2018), deutscher Literaturwissenschaftler und Hochschullehrer
- Schelle, Johann († 1701), deutscher Komponist des Barock
- Schelle, Ludwig (1850–1930), preußischer Generalleutnant
- Schelle, Marcel (* 1997), deutscher Fußballspieler
- Schelle, Reinhold Christian (1845–1930), württembergischer Fabrikant und Museumsleiter
- Schelle-Wolff, Carola (* 1955), deutsche Bibliothekarin, Leiterin der Stadtbibliothek und des Stadtarchivs in Hannover
- Schellein, Karl (1820–1888), österreichischer Maler und Restaurator
- Schelleis, Martin (* 1959), deutscher Generalleutnant der Luftwaffe der Bundeswehr und Inspekteur der StreitkräftebasisMartin Schelleis (* 1959)

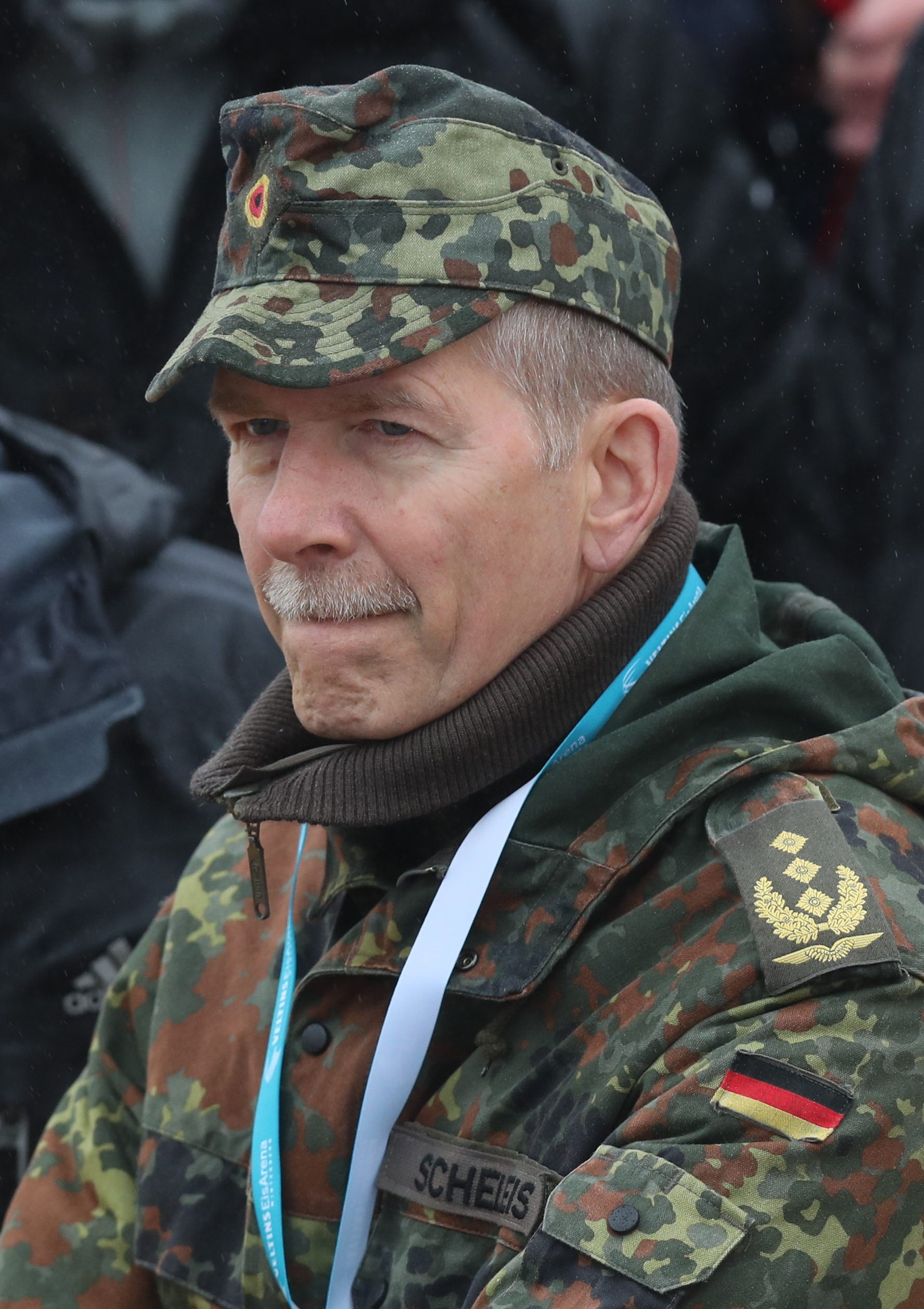
Martin Schelleis (* 1959)

- Schellekens, Anne (* 1986), niederländische Ruderin
- Schellemann, Carlo (1924–2010), deutscher Maler, Grafiker, Bühnenbildner und Zeichner
- Schellemann, Margot (1930–2012), deutsche Puppenspielerin, Sprecherin und Filmeditorin
- Schellemann, Walter (1931–2008), deutscher Puppenspieler, Sprecher und Filmeditor
- Schellen, Heinrich (1818–1884), deutscher Schuldirektor
- Schellen, Heinrich (1877–1939), deutscher Verwaltungsjurist und Richter
- Schellen, Karl (1885–1945), deutscher Verwaltungsjurist, Ministerialrat und Landrat
- Schellen, Nando (1934–2016), niederländischer Opernregisseur
- Schellenbach, Kate (* 1966), US-amerikanische Schlagzeugerin und Fernsehproduzentin
- Schellenbacher, Thomas (* 1964), österreichischer Politiker (FPÖ), Abgeordneter zum Nationalrat
- Schellenbauer, Johann Heinrich (1643–1687), deutscher lutherischer Theologe
- Schellenbauer, Richard (1918–2009), deutscher Sportfunktionär und -manager
- Schellenbaum, Peter (1939–2018), Schweizer Psychoanalytiker und Sachbuchautor
- Schellenbaum, Tim, US-amerikanischer Tontechniker, Sound Designer und Komponist
- Schellenberg, Adolf (1882–1954), deutscher Zoologe und Hochschullehrer
- Schellenberg, Aldo (* 1958), Schweizer Berufsoffizier (Korpskommandant)Aldo C. Schellenberg (* 1958)

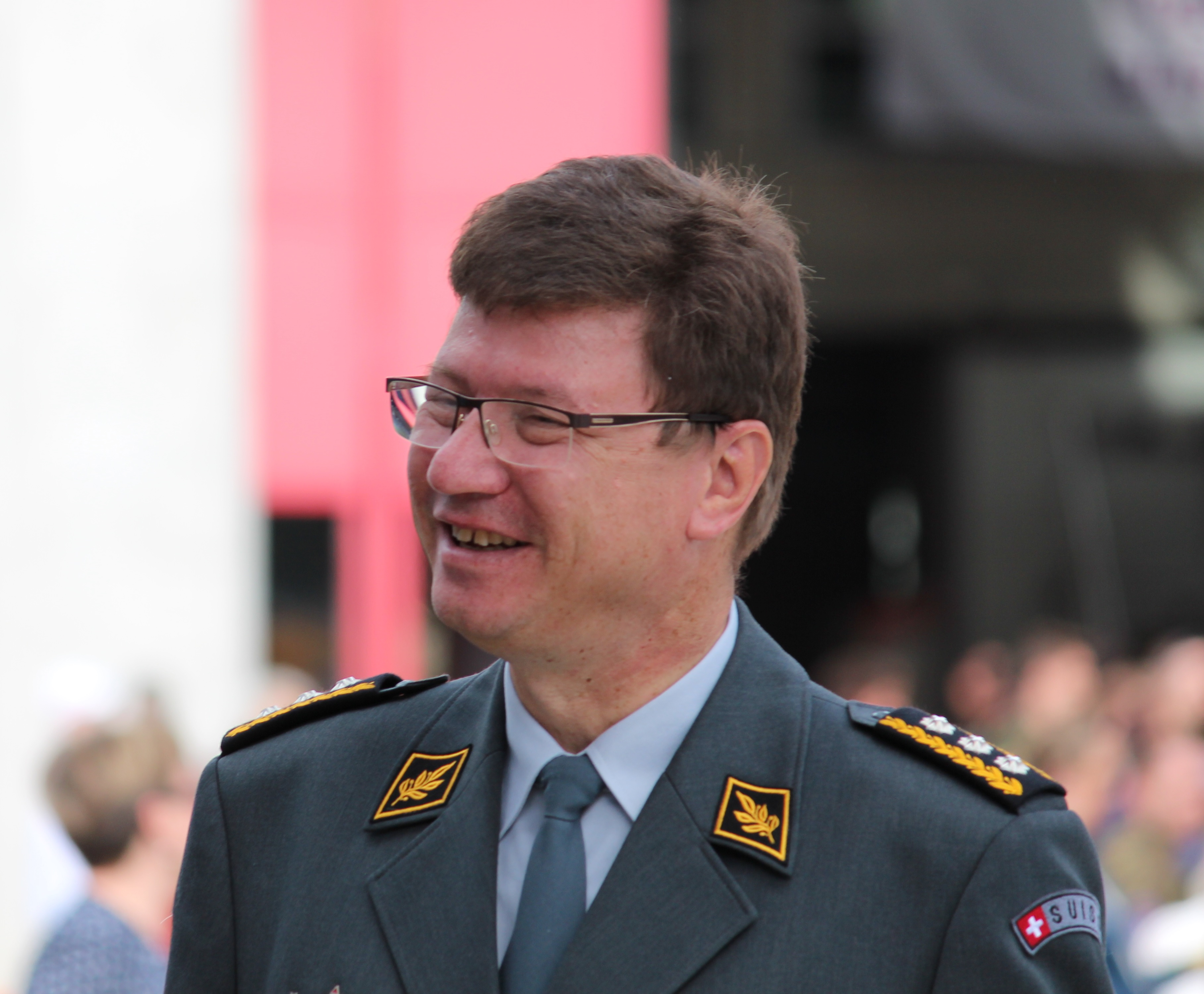
Aldo C. Schellenberg (* 1958)

- Schellenberg, Alfred (1850–1932), deutscher Architekt
- Schellenberg, Alfred (1888–1957), deutscher Kunsthistoriker, Sippenforscher, Genealoge und Autor
- Schellenberg, Annemarie (1906–1995), deutsche Politikerin (SPD), MdA
- Schellenberg, Anton Otto (1773–1857), deutscher Schriftsteller, evangelischer Theologe und Pfarrer
- Schellenberg, Arno (1903–1983), deutscher Opernsänger (lyrischer Bariton) und Gesangspädagoge
- Schellenberg, August (1814–1869), deutscher Buchhändler, Verleger und Herausgeber
- Schellenberg, August (1936–2013), kanadischer Schauspieler
- Schellenberg, Britta (* 1972), deutsche Politikwissenschaftlerin und Rechtsextremismusforscherin
- Schellenberg, Carl (1898–1968), deutscher Kunsthistoriker, Volkskundler und Museologe
- Schellenberg, Charlotte (1910–1989), deutsche Schauspielerin
- Schellenberg, Christina (* 1988), deutsche Fußballspielerin
- Schellenberg, Cord (* 1968), deutscher Journalist
- Schellenberg, Elisabeth (1746–1814), Beiträgerin zur Märchensammlung der Brüder Grimm
- Schellenberg, Emil Otto (1816–1873), deutscher evangelischer Pfarrer und Dekan
- Schellenberg, Ernst (1907–1984), deutscher Politiker (SPD), MdB
- Schellenberg, Ernst Ludwig (1883–1964), deutscher Schriftsteller
- Schellenberg, Ernst Viktor (1827–1896), deutscher Lehrer, Professor und Geheimer Hofrat
- Schellenberg, Gerd (1949–2018), deutscher Fußballspieler
- Schellenberg, Gustav (1882–1963), deutscher Botaniker und Zeitungsverleger
- Schellenberg, Hans Conrad (1872–1923), Schweizer Agrarwissenschaftler
- Schellenberg, Hans von († 1609), deutscher Gutsbesitzer und Gelehrter
- Schellenberg, Heinrich (1810–1876), deutscher Pfarrer und nassauischer Landtagsabgeordneter
- Schellenberg, Heinrich (1868–1967), Schweizer Weinbautechniker
- Schellenberg, Jacob Ludwig (1728–1808), deutscher evangelischer Geistlicher und Pädagoge
- Schellenberg, Johann Karl (1817–1893), deutscher Jurist und Mitglied des Nassauischen Kommunallandtags
- Schellenberg, Johann Rudolf (1740–1806), Schweizer Maler, Radierer, Illustrator, Botaniker und Entomologe
- Schellenberg, Johann Ulrich (1709–1795), Schweizer Landschaftsmaler, Porträtist, Radierer und Kupferstecher
- Schellenberg, Karl (1775–1859), deutscher Pfarrer und Rektor
- Schellenberg, Karl Adolph Gottlob (1764–1835), deutscher evangelischer Geistlicher und Pädagoge
- Schellenberg, Kurt (1890–1978), deutscher Mathematiker und Bibliothekar
- Schellenberg, Louis (1852–1920), deutscher Verleger
- Schellenberg, Ludwig (1772–1834), deutscher Buchhändler und Verleger
- Schellenberg, Maren (* 1962), deutsche Rechtsanwältin und Politikerin (Bündnis 90/Die Grünen)Maren Schellenberg (* 1962)

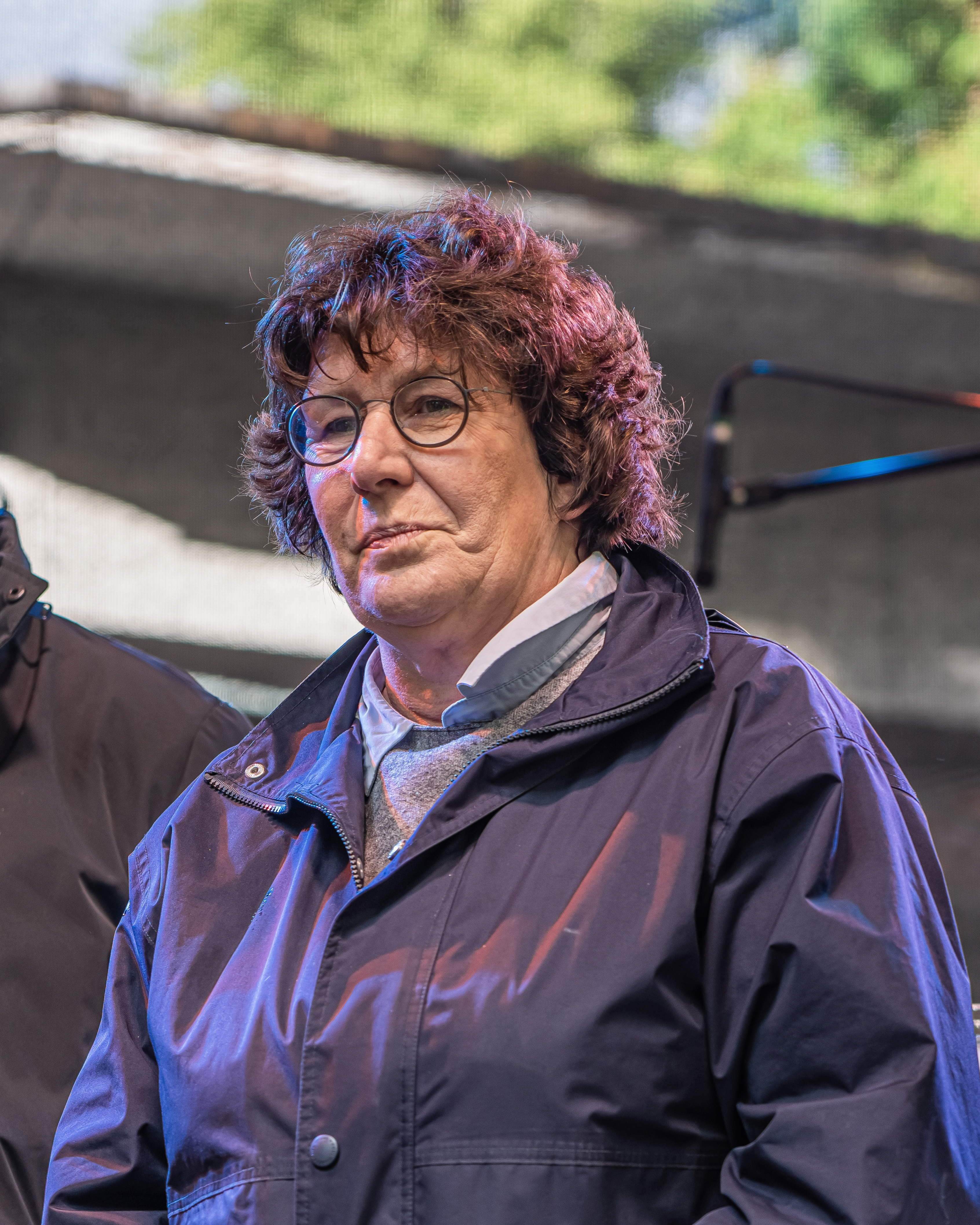
Maren Schellenberg (* 1962)

- Schellenberg, Matthias (* 1967), deutscher Kameramann und Regisseur
- Schellenberg, Max (1927–2000), Schweizer Radrennfahrer
- Schellenberg, Oskar (1824–1895), deutscher evangelischer Pfarrer und Dekan
- Schellenberg, Peter (1940–2021), Schweizer Journalist und ehemaliger Direktor des Schweizer Fernsehens
- Schellenberg, Reinhard (1814–1890), evangelischer Theologe und badischer Oberkirchenrat
- Schellenberg, Samuel (* 2001), deutscher Volleyballspieler
- Schellenberg, Susanna (* 1974), Philosophin
- Schellenberg, Sven (* 1967), deutscher Politiker (BIW, Bündnis Deutschland), MdBB
- Schellenberg, Theodore R. (1903–1970), US-amerikanischer Archivwissenschaftler
- Schellenberg, Tobias (* 1978), deutscher Wasserspringer
- Schellenberg, Turi (* 1940), Schweizer Bassgeigenspieler
- Schellenberg, Ulrich (* 1960), deutscher Rechtsanwalt und Notar
- Schellenberg, Walter (1907–1991), deutscher marxistischer Ökonom
- Schellenberg, Walter (1910–1952), deutscher Polizeioffizier und SS-Brigadeführer, Chef der militärischen Geheimdienste im nationalsozialistischen Deutschen ReichWalter Schellenberg (1910–1952)

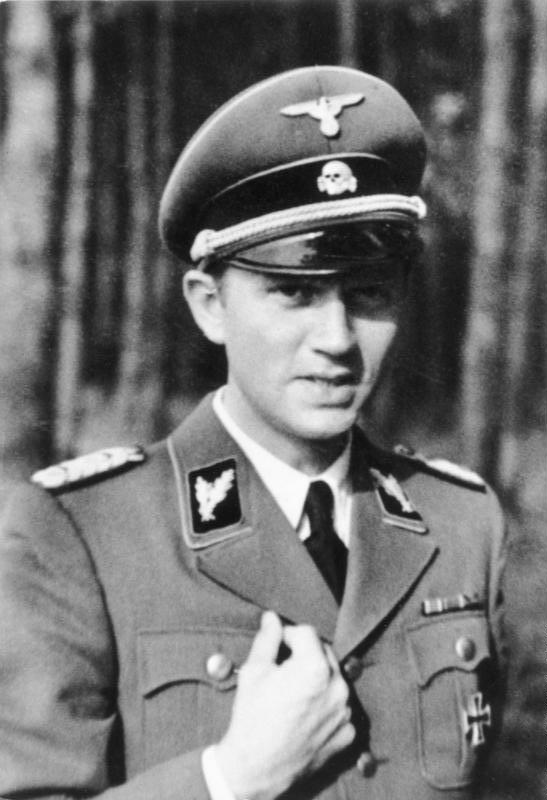
Walter Schellenberg (1910–1952)

- Schellenberg, Walter (* 1923), deutscher Fußballspieler
- Schellenberg, Wilhelm (1819–1879), badischer, später preußischer Generalmajor und Kommandant der Festung Rastatt
- Schellenberg, Wilhelm (1898–1978), deutscher Kommunalpolitiker
- Schellenberg, Wilhelm (* 1944), deutscher Sprachwissenschaftler und Hochschullehrer
- Schellenberg-Lagler, Annette (* 1971), Schweizer Alttestamentlerin
- Schellenberger, Alfred (* 1928), deutscher Chemiker
- Schellenberger, Bernardin (* 1944), deutscher katholischer Theologe, Priester, Schriftsteller und Übersetzer, der zu spirituellen Themen der monastischen Tradition publiziert hat
- Schellenberger, Christoff (1924–2011), deutscher Künstler und Professor für Kunsterziehung
- Schellenberger, Dagmar (* 1958), deutsche Opernsängerin (Sopran) und Opernintendantin
- Schellenberger, Gunnar (* 1960), deutscher Politiker (CDU), MdL
- Schellenberger, Hans (* 1943), deutscher Sportpsychologe, Hochschullehrer
- Schellenberger, Hansjörg (* 1948), deutscher Oboist und Dirigent
- Schellenberger, Raphaël (* 1990), französischer Politiker (UMP und LR)
- Schellenberger, Sophie (* 1987), deutsche Volleyballspielerin
- Schellenberger, Walter (1920–2010), deutscher Politiker (FDP)
- Schellendorf, Christoph von († 1583), bayrischer Kriegsrat und kaiserlicher Rat, Landeshauptmann der Grafschaft Glatz
- Schellendorf, Johanna Margaretha von (1655–1726), sächsische Standesherrin
- Schellendorff, Carl Magnus von (1562–1621), Standesherr
- Schellendorff, Johann Maximilian von (1645–1703), kurfürstlich sächsischer Kammerherr
- Schellendorff, Wolf August Carl von (1598–1666), deutscher Standesherr
- Schellens, Gerrit (* 1966), belgischer Triathlet
- Schellenschmidt, David (* 1989), deutscher Theater- und Filmschauspieler
- Scheller, Andreas (1894–1977), deutscher Ethnologe und Museumsdirektor
- Scheller, Arthur (1876–1929), österreichischer Astronom
- Scheller, Benjamin (* 1969), deutscher Historiker
- Scheller, Bente (* 1975), deutsche PolitikwissenschaftlerinBente Scheller (* 1975)

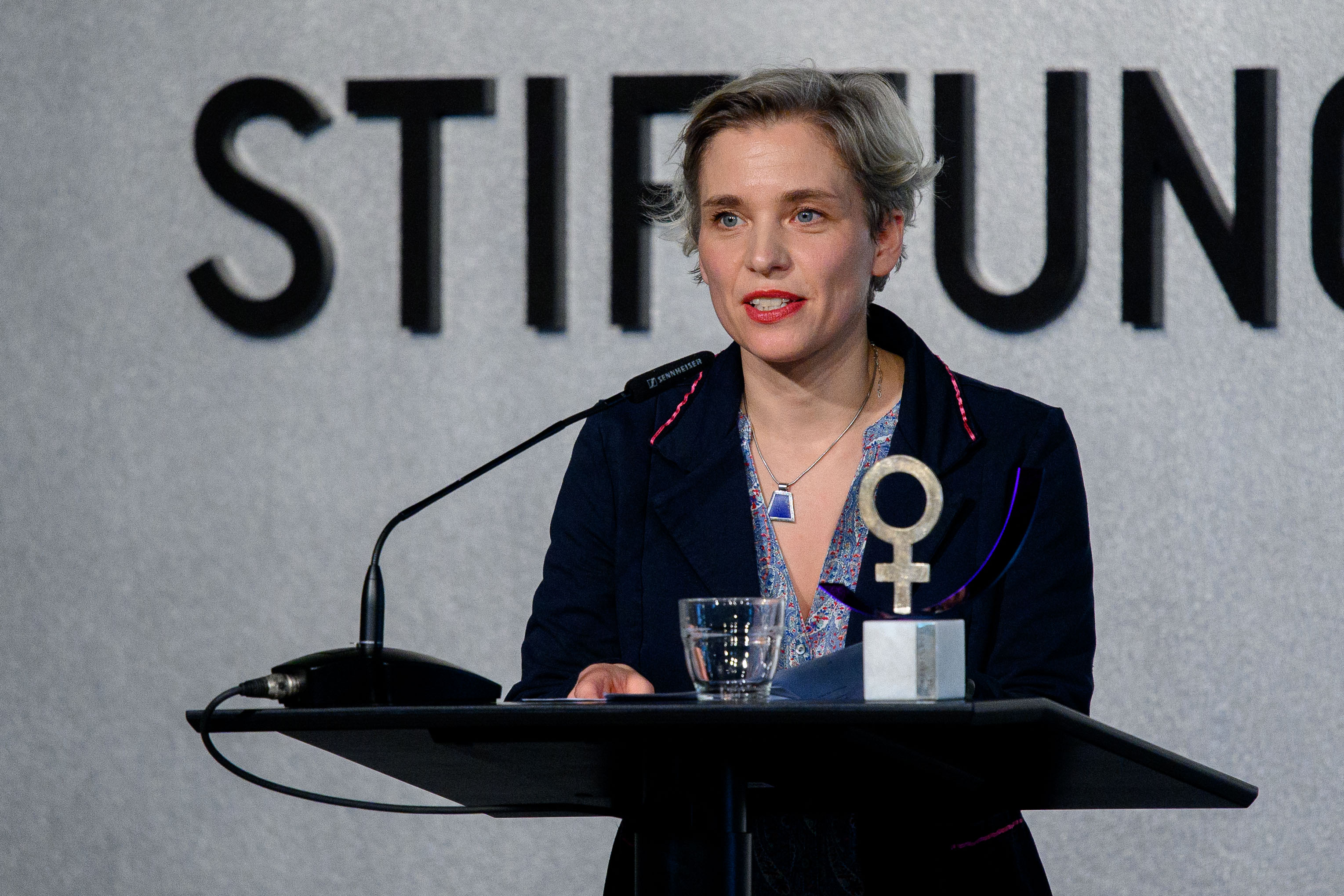
Bente Scheller (* 1975)

- Scheller, Bernhard (1852–1907), deutscher Bauunternehmer und Architekt
- Scheller, Christian August (1769–1848), deutscher Jurist und preußischer Justizbeamter
- Scheller, David (* 1971), deutscher Schauspieler
- Scheller, Emil (1880–1942), Schweizer Maler und Zeichner
- Scheller, Ernst (1899–1942), deutscher Kommunalpolitiker (NSDAP)
- Scheller, Ferdinand (1807–1887), deutscher Klavierbauer und Orgelbauer sowie Erfinder
- Scheller, Frieder W. (* 1942), deutscher Chemiker und Biosensorik-Forscher
- Scheller, Friedrich Ernst (1791–1869), Jurist und Abgeordneter in der Frankfurter Nationalversammlung
- Scheller, Fritz (1909–1992), deutscher Politiker (SED)
- Scheller, Fritz (1914–1997), deutscher Radrennfahrer
- Scheller, Georg (1851–1937), preußischer Verwaltungsbeamter
- Scheller, Georg (1895–1955), deutscher Betriebswirtschaftler
- Scheller, Gerhard (* 1958), deutscher Radrennfahrer
- Scheller, Gerlind (* 1967), deutsche Synchronschwimmerin
- Scheller, Hansruedi (1931–2007), Schweizer Grafiker und Sportler
- Scheller, Heinrich (1929–1957), Schweizer Ruderer
- Scheller, Henrik (* 1972), deutscher Politologe und Hochschullehrer
- Scheller, Herbert (1948–2023), deutscher Fußballspieler
- Scheller, Hermann, deutscher Bildhauer und Baumeister
- Scheller, Immanuel Johann Gerhard (1735–1803), deutscher Altphilologe und Lexikograf
- Scheller, Ingo (1938–2024), deutscher Fachdidaktiker und Hochschullehrer
- Scheller, Johann Daniel (1758–1837), deutscher Arzt
- Scheller, Johann Siegismund († 1781), deutscher Jurist, gräflich-schönburgischer Amtmann und kursächsischer Gerichtsdirektor
- Scheller, Jörg (* 1979), deutscher Kunstwissenschaftler, Journalist und Musiker
- Scheller, Jürgen (1922–1996), deutscher Kabarettist, Schauspieler und Synchronsprecher
- Scheller, Karl (1773–1843), deutscher Mediziner und Sprachforscher
- Scheller, Kay (* 1960), deutscher Jurist, Präsident des BundesrechnungshofesKay Scheller (* 1960)

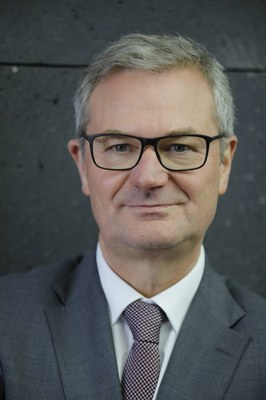
Kay Scheller (* 1960)

- Scheller, Kurt (1932–2003), Schweizer Fussballspieler
- Scheller, Ludwig (1906–1982), deutscher Lehrer und Heimatpfleger
- Scheller, Mary (1858–1933), deutschamerikanische Schauspielerin
- Scheller, Matthias (* 1964), deutscher Betriebswirtschaftler und Manager
- Scheller, Meinrad (1921–1991), Schweizer Indogermanist
- Scheller, Otto (1876–1948), deutscher Elektroingenieur
- Scheller, Richard H. (* 1953), US-amerikanischer Biochemiker
- Scheller, Rudolf (1822–1900), deutscher Apotheker und Unternehmer in der Lebensmittelindustrie
- Scheller, Steffen (* 1969), deutscher Politiker (CDU)
- Scheller, Thilo (1897–1979), sudetendeutscher Lehrer und Schriftsteller
- Scheller, Tjark (* 2002), deutscher Fußballspieler
- Scheller, Walter (1892–1944), deutscher Offizier, zuletzt Generalleutnant im Zweiten Weltkrieg
- Scheller, Will (1890–1937), deutschsprachiger Schriftsteller, Dichter und Herausgeber
- Scheller, Wolfgang (* 1947), deutscher Fußballspieler
- Scheller, Wolfram (* 1975), deutscher Schauspieler und Regisseur
- Scheller-Boltz, Dennis (* 1977), deutscher Slawist, Sprach- und Übersetzungswissenschaftler
- Scheller-Steinwartz, Robert von (1865–1921), deutscher Diplomat, Politiker und Hochschullehrer
- Schellerer, Heinz (1934–2000), deutscher Jazzmusiker (Klarinette, Alt- und Tenorsaxophon, Flöte)
- Schellersheim, Paul Andreas von († 1781), königlich-preußischer Geheimer Rat und Stiftshauptmann sowie Rittergutsbesitzer
- Schellert, Otto (1889–1975), deutscher Offizier, zuletzt General der Infanterie im Zweiten Weltkrieg
- Schellerup, Henning (1928–2000), dänisch-amerikanischer Kameramann und Regisseur
- Schellewald, Barbara (* 1952), deutsche Kunsthistorikerin

#### Schellh
- Schellhaas, Klaus Peter (* 1960), deutscher Kommunalpolitiker (SPD)Klaus Peter Schellhaas (* 1960)

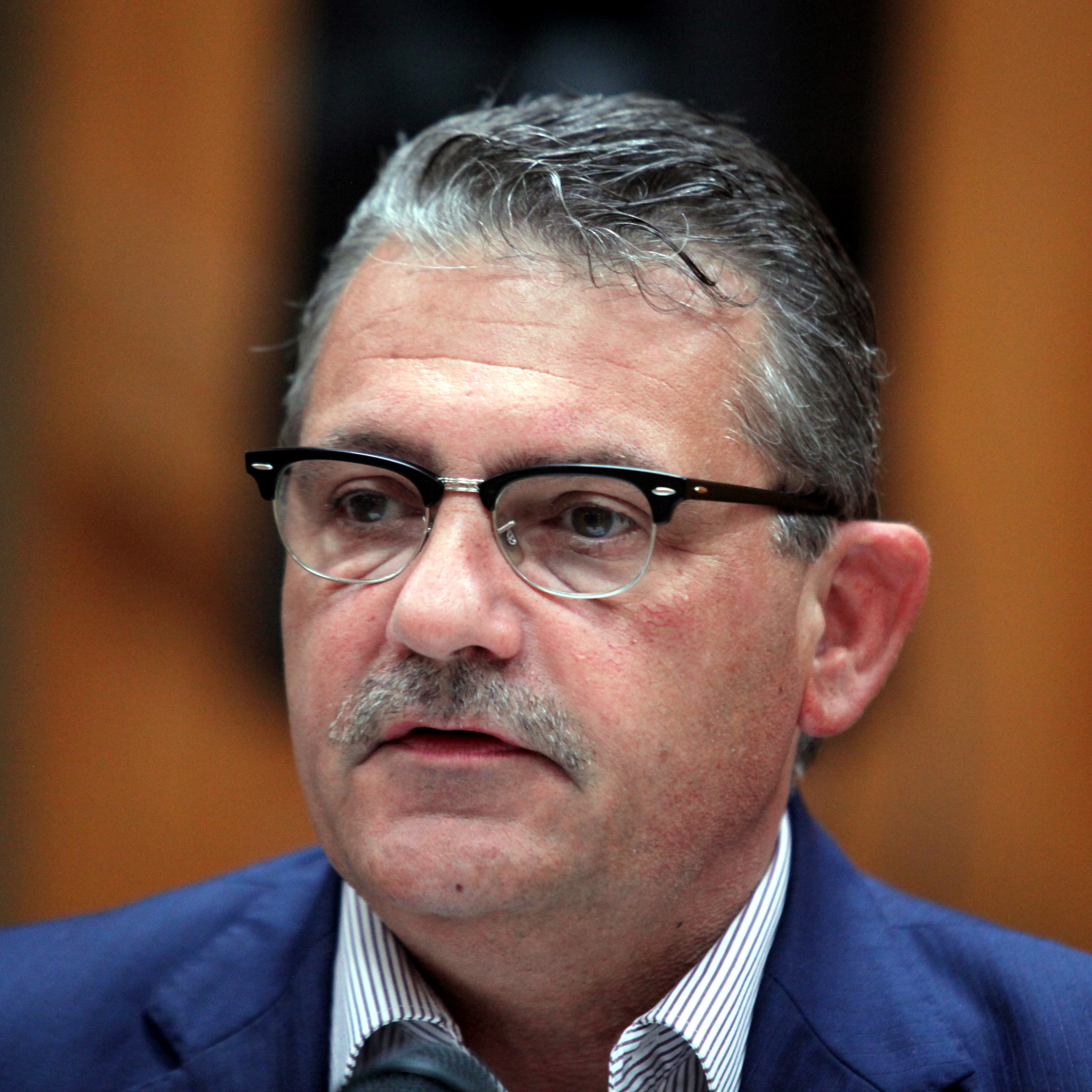
Klaus Peter Schellhaas (* 1960)

- Schellhaaß, Uta (* 1944), deutsche Politikerin (FDP), MdL
- Schellhaffer, Heinrich Gottlieb (1707–1757), deutscher Philosoph, Dichter und Professor der Moralphilosophie
- Schellhammer, Barbara (* 1977), deutsche Kulturphilosophin
- Schellhammer, David († 1693), deutscher Bibliothekar
- Schellhammer, Horst (* 1937), deutscher Fußballspieler
- Schellhammer, Johann (1540–1620), deutscher lutherischer Theologe
- Schellhammer, Kurt (1935–2024), deutscher Rechtswissenschaftler, Präsident des Landgerichts Konstanz
- Schellhammer, Maria Sophia († 1719), deutsche Autorin, Dichterin, Poetin
- Schellhammer, Pia (* 1985), deutsche Politikerin (Bündnis 90/Die Grünen), MdL
- Schellhammer, Roland (* 1963), deutscher Karateka
- Schellhardt, Helmut (1929–2002), deutscher Filmschauspieler und Synchronsprecher
- Schellhardt, Mary Kate (* 1978), US-amerikanische Schauspielerin
- Schellhas, Paul (1859–1945), deutscher Jurist und Maya-Forscher
- Schellhas, Walter (1897–1988), deutscher Historiker und Bibliothekar
- Schellhase, Daniel (* 1983), deutscher E-Sportler
- Schellhase, Dennis (* 1983), deutscher E-Sportler
- Schellhase, Gerd (* 1950), deutscher Fußballspieler
- Schellhaus, Erich (1901–1983), deutscher Verwaltungsbeamter und Politiker (NSDAP, GB/BHE, GDP, CDU), MdL
- Schellheimer, Johann (1899–1945), deutscher Widerstandskämpfer
- Schellhorn, Andreas (1761–1845), deutscher Pfarrer, Dichter und Landtagsabgeordneter
- Schellhorn, Brigitte, deutsche Eiskunstläuferin
- Schellhorn, Charlotte (1922–1945), deutsche Filmschauspielerin
- Schellhorn, Franz (* 1969), österreichischer WirtschaftsjournalistFranz Schellhorn (* 1969)

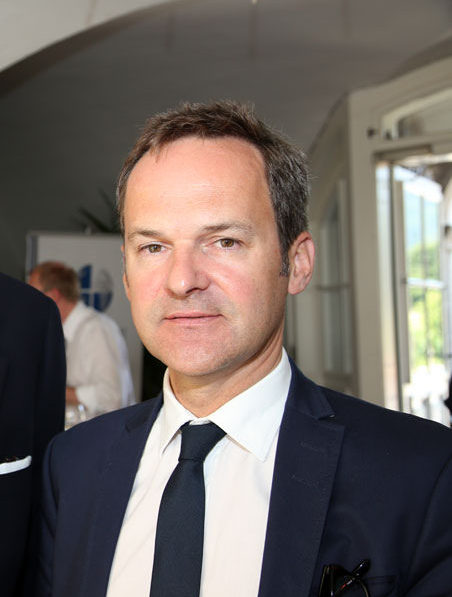
Franz Schellhorn (* 1969)

- Schellhorn, Fritz (1888–1982), deutscher Diplomat
- Schellhorn, Heinrich (* 1961), österreichischer Politiker (GRÜNE)
- Schellhorn, Lothar (1929–2006), deutscher Schauspieler, Hörspiel- und Synchronsprecher
- Schellhorn, Maurus (1888–1973), österreichischer Benediktinermönch, Priester und Professor der Kirchengeschichte
- Schellhorn, Peter († 1995), deutscher Strandsegler
- Schellhorn, Sepp (* 1967), österreichischer Gastronom und Politiker (NEOS)Sepp Schellhorn (* 1967)

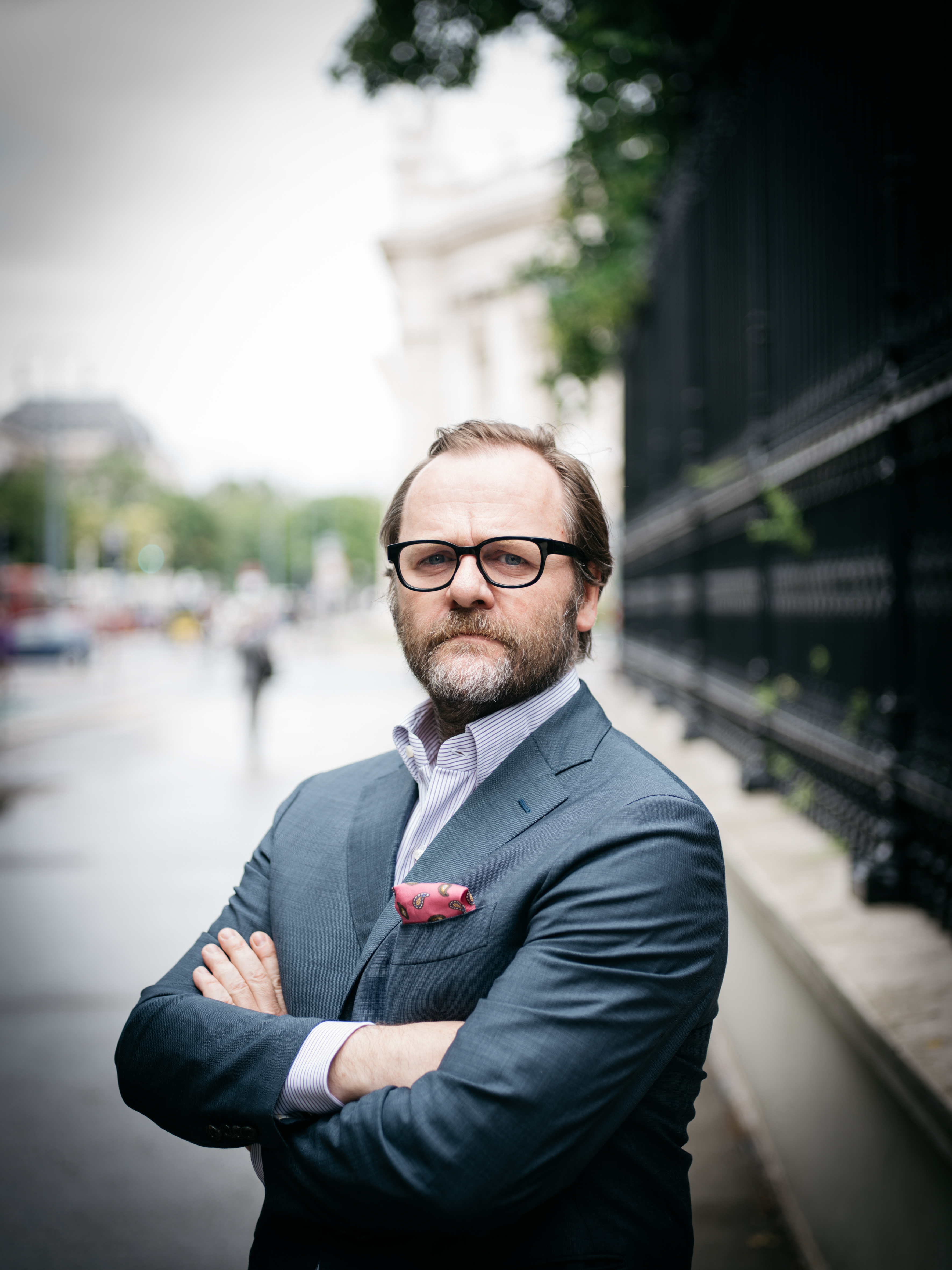
Sepp Schellhorn (* 1967)

- Schellhorn, Walter (1927–2019), deutscher Geschäftsführer des Deutschen Vereins für öffentliche und private Fürsorge und Autor juristischer Fachkommentare
- Schellhorn-Wallbillich, Wilhelm (1848–1909), deutscher Weingutbesitzer und Politiker (NLP), MdR

#### Schelli
- Schellin, Jaqueline (* 1990), deutsche Ringerin
- Schellin, Julius (1880–1962), deutscher Politiker (CSP, DVP, CDU), MdA
- Schellinck, Marie (1757–1840), belgisch-französische Soldatin während der Französischen Revolution
- Schelling, Caroline (1763–1809), deutsche Schriftstellerin
- Schelling, Erich (1904–1986), deutscher Architekt und Hochschullehrer
- Schelling, Ernest (1878–1939), US-amerikanischer Komponist, Pianist und Dirigent
- Schelling, Florence (* 1989), Schweizer Eishockeytorhüterin und -funktionärin
- Schelling, Friedrich Wilhelm Joseph (1775–1854), deutscher Philosoph
- Schelling, Georg (1906–1981), österreichischer katholischer Priester, Lagerdekan KZ Dachau
- Schelling, Hans Jörg (* 1953), österreichischer Unternehmer und Politiker (ÖVP), Abgeordneter zum Nationalrat
- Schelling, Hermann von (1824–1908), deutscher Jurist und Politiker
- Schelling, Ide (* 1998), niederländischer Radrennfahrer
- Schelling, Josef (1909–1983), österreichischer Politiker (FPÖ), Landtagsabgeordneter
- Schelling, Joseph Friedrich (1737–1812), deutscher evangelischer Geistlicher, Orientalist
- Schelling, Karl von (1844–1904), bayerischer Verwaltungsbeamter
- Schelling, Karl-Heinz (1925–2009), deutscher Architekt und Hochschullehrer
- Schelling, Patrick (* 1990), Schweizer Radrennfahrer
- Schelling, Philippe (* 1985), Schweizer Eishockeyspieler
- Schelling, Sigrid (* 1976), österreichische Köchin
- Schelling, Thomas (1921–2016), US-amerikanischer Ökonom und NobelpreisträgerThomas Schelling (1921–2016)

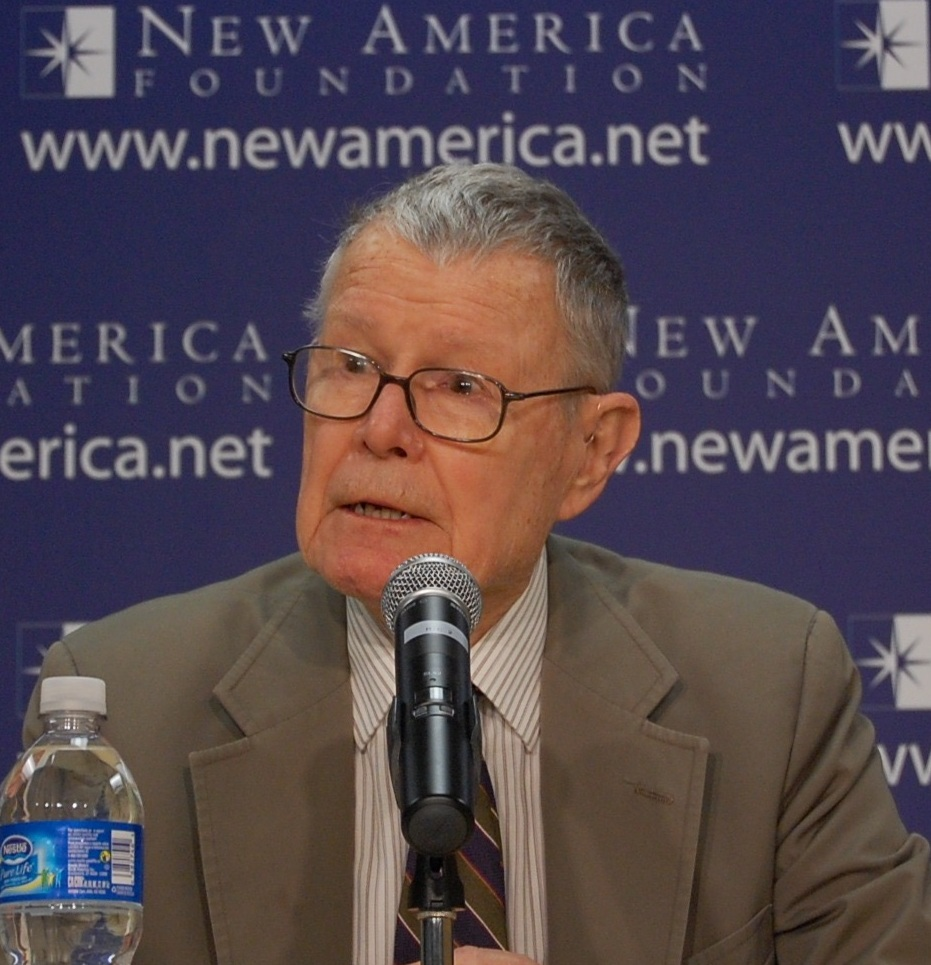
Thomas Schelling (1921–2016)

- Schelling-Karrer, Trude (1919–2009), deutsche Bühnenbildnerin und Innenarchitektin
- Schellinger, Andrea (* 1953), deutsche Übersetzerin aus dem Neugriechischen
- Schellinger, Hans (1905–1990), deutscher Maler
- Schellingerhoudt, Bouk (1919–2010), niederländischer Radrennfahrer

#### Schellk
- Schellknecht, Helmut (1919–1994), deutscher Verwaltungsjurist und Direktor beim Deutschen Bundestag
- Schellknecht, Otto (1888–1966), deutscher Politiker (Wirtschaftspartei), MdL
- Schellkopf, Holger, deutscher Journalist und Medienmanager

#### Schellm
- Schellmann, Ernst (1878–1957), deutscher Generalmajor im Zweiten Weltkrieg
- Schellmann, Gerhard (* 1957), deutscher Geograph
- Schellmann, Jörg (* 1944), deutscher Möbeldesigner
- Schellmann, Otto (1880–1953), deutscher Jurist und stellvertretender Landeshauptmann
- Schellmoser, Josefa (* 2002), deutsche Skeletonpilotin

#### Schelln
- Schellnack, Kurt (1932–2023), deutscher Arzt und Hochschulprofessor
- Schellnegger, Philipp (* 1997), österreichischer Fußballspieler
- Schellnhuber, Hans (1887–1968), deutscher Verwalter des Schlosses Ortenburg, Redakteur des Ortenburger Wochenblattes und Heimatforscher
- Schellnhuber, Hans Joachim (* 1950), deutscher KlimaforscherHans Joachim Schellnhuber (* 1950)

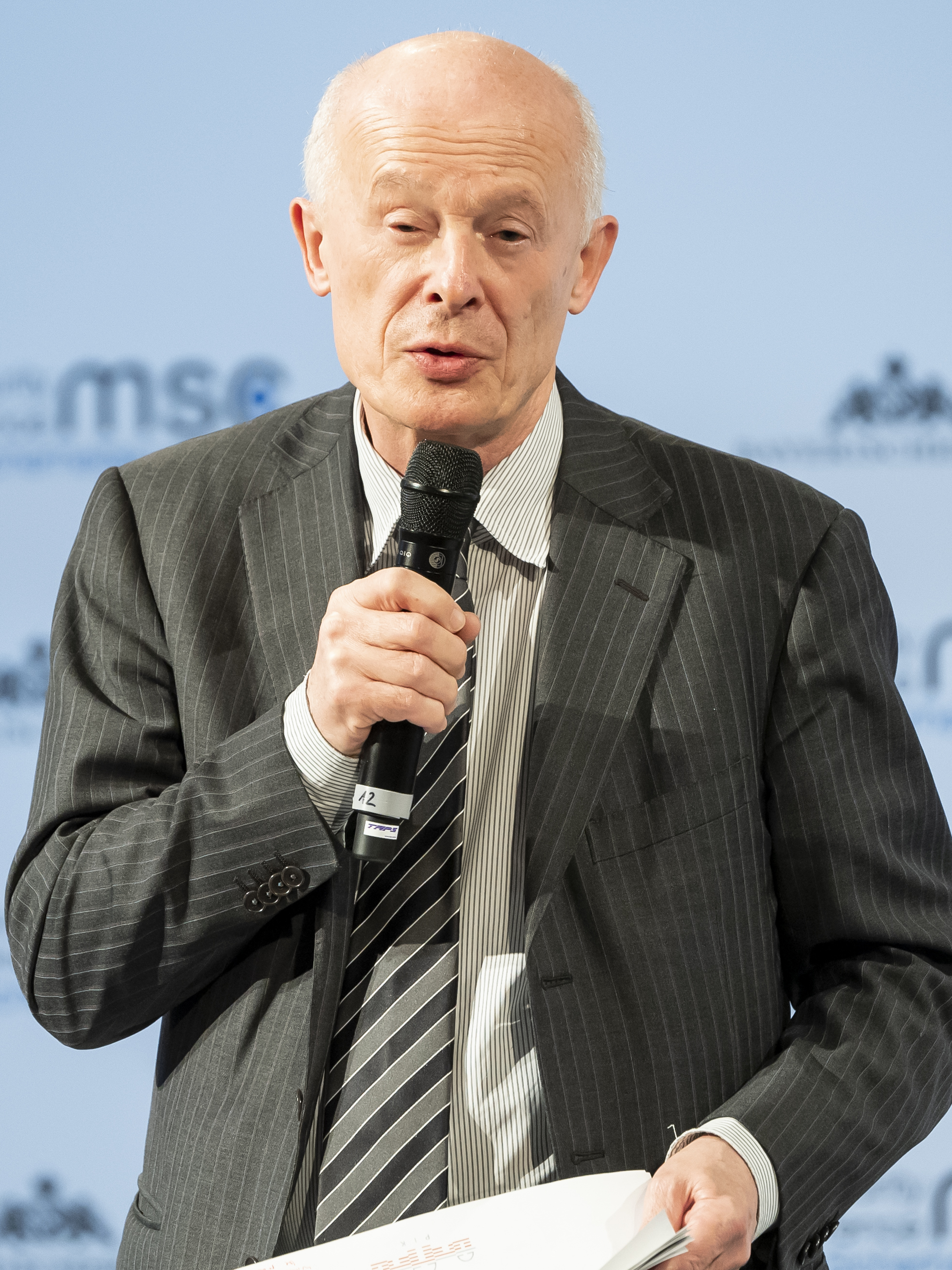
Hans Joachim Schellnhuber (* 1950)

#### Schello
- Schellong, Dieter (1928–2018), deutscher evangelischer Theologe und Autor
- Schellong, Franz (1836–1912), deutscher Richter und Verwaltungsjurist in Preußen
- Schellong, Fritz (1891–1953), deutscher Internist und Hochschullehrer
- Schellong, Günther (1926–2015), deutscher Kinderarzt
- Schellong, Hubertus (* 1941), deutscher Arzt
- Schellong, Otto (1858–1945), deutscher Arzt, Anthropologe, Ethnologe und Sprachforscher
- Schellow, Erich (1915–1995), deutscher Schauspieler und SynchronsprecherErich Schellow (1915–1995)

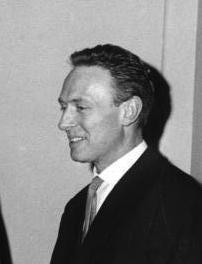
Erich Schellow (1915–1995)

#### Schells
- Schellschmidt, Heidrun (* 1959), deutsche Politikerin (SPD), MdL

#### Schellw
- Schellwitz, Friedrich von (1893–1978), deutscher Generalmajor
- Schellwitz, Georg von (1897–1974), deutscher Landrat
- Schellwitz, Justus Christian Ludwig von (1735–1797), deutscher Rechtswissenschaftler

### Schelm
- Schelm, Petra (1950–1971), deutsche Terroristin der Rote Armee Fraktion
- Schelmenko, Sergei Alexandrowitsch (* 1983), ukrainisch-russischer Handballspieler

### Schelo
- Schelobnjuk, Wadim Witaljewitsch (* 1989), russischer Eishockeytorwart
- Schelochonow, Pjotr Illarionowitsch (1929–1999), russischer Regisseur und Theater- und Filmschauspieler
- Schelotto, Ezequiel (* 1989), italienisch-argentinischer Fußballspieler

### Schelp
- Schelp, Fritz (1898–1989), deutscher Jurist, Ministerialdirektor im Reichsverkehrsministerium und nach 1945 Vorstandsmitglied der Deutschen Bundesbahn
- Schelp, Karlheinz (1940–2024), deutscher Fußballtorhüter
- Schelpakow, Sergei Wassiljewitsch (* 1956), sowjetischer Radsportler, Olympiasieger im Radsport
- Schelper, Otto (1844–1906), deutscher Opernsänger (Bariton)

### Schels
- Schels, August (1829–1886), deutscher Jurist und Politiker (Zentrum), MdR
- Schels, Evelyn (* 1955), deutsche Regisseurin und Drehbuchautorin
- Schels, Johann Baptist (1780–1847), österreichischer Offizier und Schriftsteller
- Schels, Karl (1874–1934), deutscher Verwaltungsjurist und Bezirksoberamtmann
- Schels, Maximilian (1889–1935), deutscher Maler und Grafiker
- Schels, Tim (* 1998), deutscher Fußballspieler
- Schels, Walter (* 1936), deutscher Fotograf
- Schelske, Oliver (* 1980), deutscher Klassischer Philologe
- Schelsky, Fabian (* 1998), deutscher Politiker (Tierschutzpartei)
- Schelsky, Helmut (1912–1984), deutscher Soziologe
- Schelsky, Wilhelm (* 1948), deutscher Gewerkschaftlicher, Bundesvorsitzender der Gewerkschaft AUB
- Schelstraete, Victor (* 1996), belgischer Boxer

### Schelt
- Schelte Heerema, Pieter (1908–1981), niederländischer Unternehmer
- Scheltema, Jan Hendrik (1861–1941), niederländischer Tier-, Landschafts- und Porträtmaler in Australien
- Schelten-Peterssen, Carl-Edzard (1921–1995), deutscher Politiker (CDU), MdL
- Schelter, Hans (1905–1983), deutscher Kommunalpolitiker (SPD) und Oberbürgermeister der Stadt Weiden in der Oberpfalz (1952–1970)
- Schelter, Hartmut (* 1943), deutscher Sprinter
- Schelter, Kurt (* 1946), deutscher Politiker (CDU)
- Schelter, Sascha (* 1985), deutscher Bobfahrer
- Schelter, Wilhelm (1881–1925), deutscher Schmied und Politiker (SPD)
- Schelter, Wilhelm (1924–1987), deutscher Politiker (SPD), MdBB
- Schelting, Alexander von (1894–1963), deutscher Soziologe
- Scheltinga, Alexius (1717–1780), russischer Kapitän und Forschungsreisender
- Scheltinga, Diederik (* 1985), niederländischer Triathlet
- Scheltinga, Evert (* 1987), niederländischer Triathlet
- Scheltinga, Gerlach (1708–1765), niederländischer Rechtswissenschaftler
- Scheltinga, Juri Wladimirowitsch (1891–1962), russisch-sowjetischer Konteradmiral
- Scheltinga, Reinhold (1762–1834), russischer Kapitän
- Scheltinga, Theo van (1914–1994), niederländischer Schachspieler
- Scheltinga, Wladimir Wladimirowitsch (1864–1921), russischer Konteradmiral
- Scheltinga, Woldemar Wybrand (1821–1884), russischer Kapitän
- Scheltinga, Wybrand Gerlacus (1677–1718), russischer Konteradmiral
- Scheltjens, Werner (* 1978), belgischer Historiker
- Scheltz, Lukas, Leibarzt von Graf Eberhard im Bart und erster akademisch ausgebildeter Stadtarzt in Heilbronn

### Schelu
- Scheluchin, Serhij (1864–1938), ukrainischer Jurist, Historiker, Schriftsteller, Hochschullehrer und Politiker
- Scheludko, Alexei (1920–1995), bulgarischer Chemiker
- Scheludko, Dimitri (1892–1954), ukrainisch-bulgarischer Romanist und Provenzalist

### Schelv
- Schelven, Roland van (* 1950), niederländischer Politiker der Democraten 66
- Schelver, Franz Joseph (1778–1832), deutscher Mediziner und Botaniker
- Schelvis, Jules (1921–2016), niederländischer KZ-Überlebender und Autor

### Schelw
- Schelwig, Samuel (1643–1715), deutscher Pädagoge und lutherischer Theologe
- Schelwokat, Günter M. (1929–1992), deutscher Verlagslektor, Programmleiter, Autor und Übersetzer

### Schely
- Schely, Théo (* 1999), französischer Skilangläufer

### Schelz
- Schelz, Albert (1875–1949), deutscher Bürgermeister, Kreisdirektor, Landtagsabgeordneter, Minister in der braunschweigischen Landesregierung
- Schelz, Johannes, württembergischer Kirchenrechtler
- Schelzig, Peter (* 1955), deutscher General und Stellvertreter des GeneralinspekteursPeter Schelzig (* 1955)

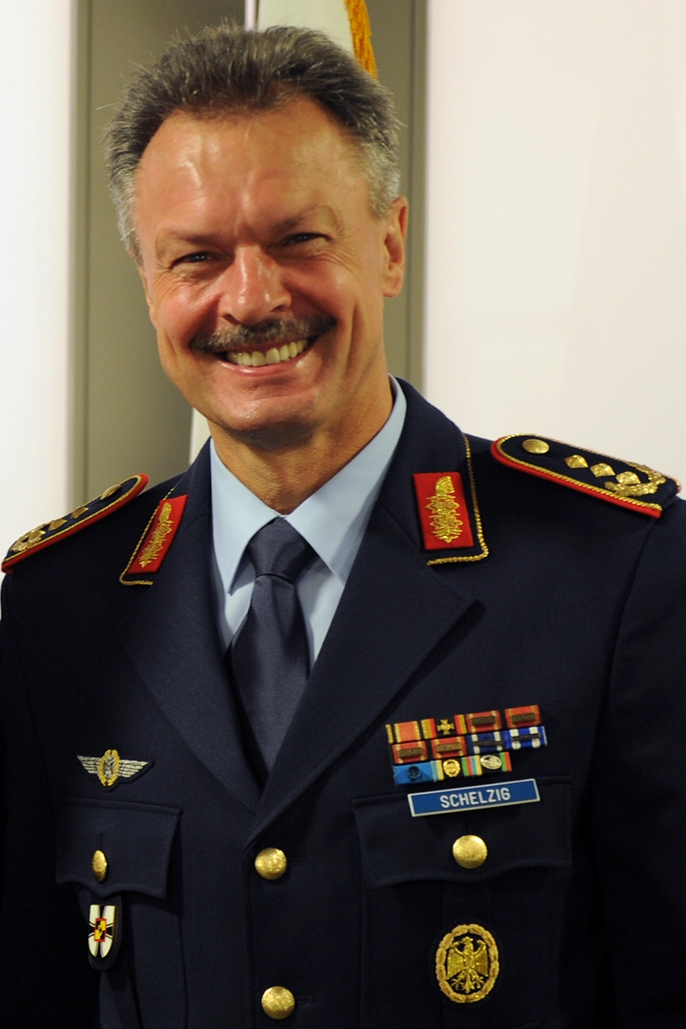
Peter Schelzig (* 1955)

- Schelzke, Karl-Christian (* 1950), deutscher Kommunalpolitiker (SPD)